# Anthedonella
Anthedonella is een geslacht van vlinders uit de familie wespvlinders (Sesiidae), onderfamilie Sesiinae.
Anthedonella is voor het eerst wetenschappelijk beschreven door Gorbunov & Arita in 1999. De typesoort is Anthedonella polyphaga.

## Soorten
Anthedonella omvat de volgende soorten:
- Anthedonella flavida Gorbunov & Arita, 2000
- Anthedonella ignicauda (Hampson, 1919)
- Anthedonella jinghongensis (Yang & Wang, 1989)
- Anthedonella opalizans (Hampson, 1919)
- Anthedonella polyphaga Gorbunov & Arita, 1999
- Anthedonella subtillima (Bryk, 1947)
- Anthedonella theobroma (Bradley, 1957)